# Songbird (album)
Pour les articles homonymes, voir Songbird (homonymie).
Albums de Eva Cassidy
Eva by Heart (en)
(1997) Time After Time (en)
(2000)
Songbird est un album compilation posthume de la chanteuse Eva Cassidy. Il est édité en 1998, deux années après la mort de la chanteuse.
Cinq titres proviennent de l'album Eva by Heart (en) (1997), quatre de Live at Blues Alley (en) (1996) et un de The Other Side (en) (1992).

## Liste des titres
| #   | Titre                     | Auteur/compositeur                           | Durée |
| --- | ------------------------- | -------------------------------------------- | ----- |
| 1.  | Fields of Gold            | Sting                                        | 4:42  |
| 2.  | Wade in the Water         |                                              | 4:02  |
| 3.  | Autumn Leaves             | Joseph Kosma, Johnny Mercer, Jacques Prévert | 4:41  |
| 4.  | The Wayfaring Stranger    |                                              | 4:26  |
| 5.  | Songbird                  | Christine McVie                              | 3:43  |
| 6.  | Time Is a Healer          | Diane Scanlon, Greg Smith                    | 4:16  |
| 7.  | I Know You By Heart       | Eve Nelson, Scanlon                          | 3:59  |
| 8.  | People Get Ready          | Curtis Mayfield                              | 3:16  |
| 9.  | Oh, Had I a Golden Thread | Pete Seeger                                  | 4:49  |
| 10. | Over the Rainbow          | Harold Arlen, Yip Harburg                    | 4:46  |